# Eufrósine (mãe de Lucas)
Eufrósine (em grego medieval: Εὐφροσύνη; romaniz.: Euphrosýne) era uma nobre bizantina do século IX.

## Vida

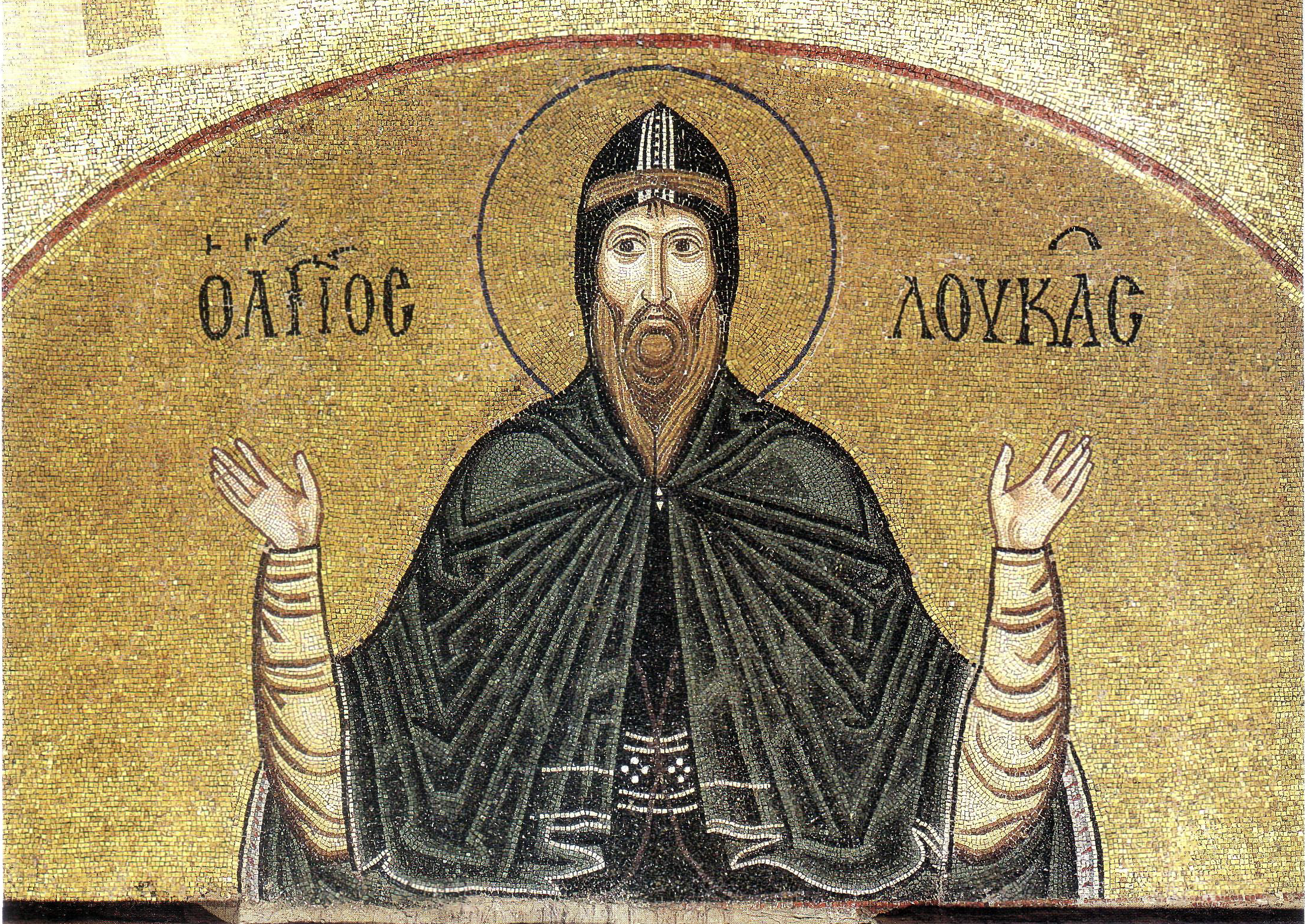
Afresco de Lucas no Mosteiro de São Lucas

Eufrósine veio de uma família abastada que precisou abandonar Égina após a conquista árabe de Creta e as incursões muçulmanas no Egeu. A data de seu nascimento é incerta, mas a julgar pela informação disponível sobre ele, é possível que nasceu na primeira metade do século IX. Ela viveu em Castório, onde casou-se com Estêvão e teve vários filhos: Lucas, Teodoro, Maria, Cale, Epifânio e dois jovens de nome desconhecido.
Segundo a vida de seu filho Lucas, ela percebeu muito cedo que ele possuía características especiais e teria observado que flutuava sobre o chão enquanto rezava. Depois, quando 2 monges que iam de Roma para Jerusalém passaram por ali, Lucas abandonou sua casa e juntou-se a eles, que levaram-o a um mosteiro em Atenas. onde encontrou-se com o abade e recebeu pequeno hábito. Porém, sua mãe orou pelo retorno do filho e Deus fez ela aparecer em sonho ao abade que ordenou que ele retornasse para casa. 4 meses depois, porém, ela aceitou e próximo do ano 910 ele pôde dedicar-se ao ascetismo.